# Rubidiumiodat
Rubidiumiodat ist das Rubidiumsalz der Iodsäure.

## Herstellung
Rubidiumiodat kann aus stöchiometrischen Mengen Rubidiumcarbonat und Iodsäureanhydrid hergestellt werden.
{\displaystyle {\ce {Rb2CO3 + I2O5 -> 2RbIO3 + CO2 ^}}}

## Eigenschaften

### Physikalische Eigenschaften
Rubidiumiodat kristallisiert im trigonalen Kristallsystem in der Raumgruppe R3m (Raumgruppen-Nr. 160) mit den Gitterparametern a = 641.3 pm, c = 789.2 pm und 3 Formeleinheiten pro Elementarzelle.
In Salzsäure ist Rubidiumiodat leicht löslich unter Gelbfärbung.
Die Kristalle sind isomorph mit den Kristallen von Kaliumiodat.

### Chemische Eigenschaften
Beim Erhitzen zersetzt sich Rubidiumiodat in Rubidiumiodid und Sauerstoff:
{\displaystyle {\ce {2RbIO3 -> 2RbI + 3O2 ^}}}
Durch Einleiten von Chlor in eine heiße konzentrierte Lösung von Rubidiumiodat und Rubidiumhydroxid entsteht Rubidiumperiodat.
{\displaystyle {\ce {RbIO3 + 2RbOH + Cl2 -> RbIO4 + 2RbCl + H2O}}}
Rubidiumiodat reagiert mit Fluorwasserstoffsäure zu Rubidiumdifluoroiodat, das orthorhombische Kristalle bildet.
{\displaystyle {\ce {RbIO3 + 2HF -> 2RbF2IO2 + H2O}}}